# Dmitrij Volkov (pallavolista)
Dmitrij Aleksandrovič Volkov (in russo Дмитрий Александрович Волков?; Novokujbyševsk, 25 maggio 1995) è un pallavolista russo, schiacciatore dello Zenit-Kazan.

## Carriera

### Club
La carriera di Dmitrij Volkov inizia nei 2011, quando viene notato durante un torneo di pallavolo locale e gli viene offerta la possibilità di giocare nel settore giovanile del Fakel, col quale compete per due annate; nella stagione 2013-14 viene promosso in prima squadra, ma deve rimandare alla stagione seguente l'esordio in Superliga a causa di problemi alla schiena risolti solo dopo un lungo programma di recupero non chirurgico, attraverso il quale ha aumentato il proprio peso di 25 kg per eliminare il dolore.
Dopo sette stagioni con il club siberiano, durante le quali si aggiudica la Challenge Cup 2016-17, venendo eletto anche come MVP del torneo, per il campionato 2021-22 si accasa allo Zenit-Kazan con cui, in un triennio, vince due scudetti, tre edizioni della Coppa di Russia e la Supercoppa 2023.
Nella stagione 2023-24, terminati gli impegni con la formazione russa, viene aggregato alla squadra qatariota dell'Al-Rayyan per disputare la Coppa dell'Emiro ottenendo il quarto titolo della stagione.
Per la stagione successiva torna allo Zenit-Kazan, vincendo una nuova Supercoppa e il suo terzo scudetto.

### Nazionale
Nel 2013 gioca con la nazionale russa under 19, vincendo la medaglia d'oro al campionato mondiale, dove viene premiato come miglior schiacciatore, e al XII Festival olimpico della gioventù europea.
Nel 2015 prosegue nel giro delle nazionali giovanili russe, vincendo al campionato mondiale under 23 e al campionato mondiale under 21, dove viene premiato come miglior schiacciatore, oltre a esordire in nazionale maggiore, vincendo la medaglia d'oro ai I Giochi europei.
Dopo aver partecipato ai Giochi della XXXI Olimpiade di Rio de Janeiro, vince la medaglia d'oro al campionato europeo 2017 e alla Volleyball Nations League 2018 e 2019.
Nel 2021 vince la medaglia d'argento ai Giochi della XXXII Olimpiade di Tokyo gareggiando con la squadra del Comitato Olimpico Russo sotto la sigla ROC, a seguito dell'esclusione della Russia per la questione riguardante il doping di Stato.

## Palmarès

### Club
- Campionato russo: 3

2022-23, 2023-24, 2024-25
- Coppa di Russia: 3

2021, 2022, 2023
- Supercoppa russa: 2

2023, 2024
- Coppa dell'Emiro: 1

2024
- Challenge Cup: 1

2016-17

### Nazionale (competizioni minori)
- Campionato mondiale under 19 2013
- Festival olimpico della gioventù europea
- Giochi europei 2015
- Campionato mondiale under 23 2015
- Campionato mondiale under 21 2015
- Memorial Hubert Wagner 2017
- Memorial Hubert Wagner 2018

### Premi individuali
- 2013 - Campionato mondiale under 19: Miglior schiacciatore
- 2015 - Campionato mondiale under 21: Miglior schiacciatore
- 2017 - Challenge Cup: MVP
- 2017 - Memorial Hubert Wagner: Miglior schiacciatore
- 2017 - Campionato europeo: Miglior schiacciatore
- 2018 - Volleyball Nations League: Miglior schiacciatore
- 2018 - Memorial Hubert Wagner: Miglior schiacciatore
- 2018 - Campionato mondiale per club: Miglior schiacciatore
- 2019 - Volleyball Nations League: Miglior schiacciatore